# Saison 3 d'Au-delà du réel : L'aventure continue
Chronologie
Saison 2 Saison 4
Cet article présente le guide des épisodes de la troisième saison de la série télévisée Au-delà du réel : L'aventure continue (The Outer Limits).

## Épisodes

### Épisode 1:Amour virtuel
- États-Unis : 19 janvier 1997
- France : 4 décembre 1998

- Jon Tenney (Aiden Hunter)
- Natasha Henstridge (Emma)

### Épisode 2:L'Homme qui avait plusieurs têtes
- États-Unis : 19 janvier 1997
- France : 16 octobre 1999

- Howie Mandel (Karl)
- Jennifer Rubin (Rose)

### Épisode 3:Régénération
- États-Unis : 24 janvier 1997
- France : 25 septembre 1998

- Kim Cattrall (Rebecca Highfield)
- Daniel Benzali (Graham Highfield)
- Teryl Rothery (Dr Lucy Cole)

### Épisode 4:Le Dernier Repas
- États-Unis : 31 janvier 1997
- France : 23 octobre 1998

- Sandrine Holt
- Peter Onorati
- Michael Hogan

### Épisode 5:Sursaut de conscience
- États-Unis : 7 février 1997
- France : 2 octobre 1998

- George Newbern (Ryan)
- Suki Kaiser (Cheryl)
- Blu Mankuma (Stanley)

### Épisode 6:La Pluie noire
- États-Unis : 14 février 1997
- France : 16 octobre 1998

- Susan Hogan (Dr. Marissa Golding)
- Don Franklin (Tim McAllister)
- Rachael Crawford (Sherry McAllister)
- Alan Scarfe (Dr. Royce)

### Épisode 7:Le Camp
- États-Unis : 21 février 1997
- France : 6 novembre 1998

- Harley Jane Kozak
- Jessica Harmon

### Épisode 8:L'Éclaireur
- États-Unis : 28 février 1997
- France : 11 décembre 1998

- Casper Van Dien
- Esai Morales

### Épisode 9:Mystères à bord du Tempête
- États-Unis : 7 mars 1997
- France : 20 novembre 1999

- Eric McCormack
- Burt Young

### Épisode 10:L'Éveil
- États-Unis : 14 mars 1997
- France : 18 décembre 1998

### Épisode 11:Sursis post mortem
- États-Unis : 21 mars 1997
- France : 6 novembre 1999

- Stephen Lang
- Jason Priestley

### Épisode 12:Le Message galactique
- États-Unis : 28 mars 1997

- Ryan Reynolds (Paul Nodel)

### Épisode 13:Le Bouton du mort
- États-Unis : 4 avril 1997
- France : 11 septembre 1998

- Kristin Lehman

### Épisode 14:La Musique des sphères célestes
- États-Unis : 9 mai 1997

- Joshua Jackson
- Kirsten Dunst

### Épisode 15:Les Révélations de Becka Paulson
- États-Unis : 6 juin 1997
- France : 18 septembre 1998

- Catherine O'Hara
- Steven Weber

### Épisode 16:Tueur virtuel
- États-Unis : 20 juin 1997
- France : 4 septembre 1998

- Mario Van Peebles (Capitaine William Clark)
- Jennifer Beals (Avocat Robin Dysart)

### Épisode 17:Des hommes de pierre
- États-Unis : 11 juillet 1997
- France : 20 novembre 1998

- David McCallum (Joshua Hayward)
- Laura Harris (Sarah Hayward)

### Épisode 18:Toute la vérité
- États-Unis : 25 juillet 1997
- France : 27 novembre 1999